# Milan Lysek
Milan Lysek (* 1951) je bývalý český fotbalista, obránce.

## Fotbalová kariéra
V československé lize hrál za TŽ Třinec. Nastoupil ve 13 ligových utkáních. Gól v lize nedal.

## Ligová bilance
| Ročník                                   | Zápasy | Góly | Klub      |
| ---------------------------------------- | ------ | ---- | --------- |
| 1. československá fotbalová liga 1972/73 | 4      | 0    | TŽ Třinec |
| 1. československá fotbalová liga 1974/75 | 9      | 0    | TŽ Třinec |
| CELKEM 1. liga                           | 13     | 0    |           |